# Jakow Trachtenberg
Jakow Trachtenberg (* 17. Juni 1888 in Odessa; † 26. Oktober 1951 in Zürich) war ein russischer Ingenieur und der Erfinder der Trachtenberg-Schnellrechenmethode zum schnellen Kopfrechnen auf Basis von Merkregeln.

## Leben
Jakow Trachtenberg schloss sein Ingenieur-Studium mit Auszeichnung in Sankt Petersburg ab. Später begann er für das Sankt Petersburger Obuchow-Werk zu arbeiten, wo er Chefingenieur wurde. Nach der Oktoberrevolution floh Trachtenberg als Bauer verkleidet vor den Sowjets nach Berlin. Hier fand er eine neue Heimat und heiratete die Gräfin Alice von Bredow, Tochter des Hofmalers des letzten russischen Kaisers Nikolaus II. Er schrieb Artikel für eine pazifistische Zeitschrift und veröffentlichte als Russland-Kenner ein Buch über die russische Industrie.
Kurz nach der Machtübernahme der Nationalsozialisten Anfang 1933 veröffentlichte er eine in Deutsch, Englisch und Französisch abgefasste Broschüre namens „Die Greuelpropaganda ist eine Lügenpropaganda, sagen die deutschen Juden selbst“, in der er die Nationalsozialisten gegen ausländische Presseberichte in Schutz zu nehmen versuchte. Dennoch floh er 1934 mit seiner Frau nach Wien in Österreich, wo er aber nur bis zum Anschluss Österreichs an das Deutsche Reich sicher war. Er wurde verhaftet, konnte aber nach Jugoslawien fliehen, wo er zunächst im Untergrund lebte, bis er abermals inhaftiert wurde und anschließend vier Jahre in Gestapo-Gefängnissen und Konzentrationslagern verbrachte. Hier begann er seine mathematischen Methoden zu entwickeln, wobei er nichts niederschrieb, da ihm weder Papier noch Stifte zur Verfügung standen. Mit Hilfe seiner Frau, die die Wachen bestach, konnte er 1945 in die Schweiz fliehen.
In der Schweiz entwickelte er seine Methoden weiter und veröffentlichte die „in 22 Gefängnissen und Kellern der Gestapo“ entwickelte Schnellrechenmethode in der sogenannten Trachtenberg-Fibel. Bereits sechs Tage nach Erscheinen waren die erste und zweite Auflage seiner Fibel vergriffen. Er erlangte einige Bekanntheit und unterrichtete seine Methode bis zu seinem Tod an einem von ihm gegründeten Institut in der Schweiz.
Weltweit bekannt wurde Trachtenberg jedoch erst nach seinem Tod durch das Buch The Trachtenberg Speed System of Basic Mathematics der amerikanischen Journalisten Ann Cutler und Rudolph McShane, das seine Schnellrechenmethode im englischsprachigen Raum bekannt machte. Das Buch wurde ein Bestseller. In Deutschland erschien das Buch unter dem Titel Die Trachtenberg-Schnellrechenmethode.

## Die Trachtenberg-Schnellrechenmethode
Die Trachtenberg-Schnellrechenmethode besteht aus einer Sammlung von Merkregeln wie z. B. „Verdoppeln Sie jede Ziffer und addieren Sie den Nachbarn“, die teilweise bereits bekannt waren, aber von Trachtenberg erstmals systematisch zusammengefasst und veröffentlicht wurden.
Ob dieses Rechenverfahren allerdings tatsächlich von ihm während der KZ-Haft erfunden wurde, ist umstritten. Es existieren Hinweise auf ein Schnellrechenverfahren aus der Zeit der Weimarer Republik, das damals als Kreuzmethode oder Kreuzvielfachen bezeichnet wurde und einem Doktor namens Ferrol zugeschrieben wird. Dieses Kreuzvielfachen ist mit dem von Trachtenberg ab 1950 in der Schweiz gelehrten Verfahren methodisch gleich.